# 아타촌
아타촌(阿太村)은 나라현 우치군에 설치되었던 촌이다. 현재의 고조시와 요시노군 오요도정의 일부에 해당한다.